# Friedrich Eberhard Schnapp
Friedrich Eberhard Schnapp (* 4. Oktober 1938 in Dortmund; † 11. Dezember 2022) war ein deutscher Rechtswissenschaftler.

## Leben
Friedrich Eberhard Schnapp erlangte 1956 einen High-School-Abschluss in Syracuse (New York), USA und beendete die Schulzeit 1958 mit dem Abitur am Pestalozzi-Gymnasium Herne. Schnapp studierte dann Rechtswissenschaften an der Rheinischen Friedrich-Wilhelms-Universität in Bonn und der Ludwig-Maximilians-Universität München. 1963 legte er das Erste und 1968 nach dem Referendariat das Zweite juristische Staatsexamen ab. Er promovierte 1969 und habilitierte sich 1975 an der Ruhr-Universität Bochum. Er war 1977 bis 1984 zunächst als Wissenschaftlicher Rat und dann als Professor an der Westfälischen Wilhelms-Universität in Münster. Daneben war er 1980 bis 1982 Richter im zweiten Hauptamt am Landessozialgericht Nordrhein-Westfalen. Von 1984 bis 2004 war er Inhaber des Lehrstuhls für Staats- und Verwaltungsrecht mit besonderer Berücksichtigung des Sozialrechts und von 1986 bis 2005 Geschäftsführender Direktor des Instituts für Sozialrecht an der Ruhr-Universität. Während dieser Zeit war er 1998 Gastprofessor in Löwen. Schnapp war Angehöriger der Corps Guestphalia Bonn, Neoborussia-Berlin zu Bochum und Guestfalia Greifswald. Er starb am 11. Dezember 2022.

## Forschungsschwerpunkte
Zu seinen Forschungsschwerpunkte zählten das Aufsichtsrecht insbesondere in der Krankenversicherung und die Frage nach den Rechtsquellen im Sozialversicherungsrecht unter besonderer Berücksichtigung der demokratischen Legitimation des Gemeinsamen Bundesausschusses.

## Werke

### Monographien
- Latein für Juristen: Ein Begleitbuch zum Jurastudium. Helbing Lichtenhahn Verlag, Verlag C. H. Beck, München 2023, ISBN 978-3-7190-4085-7.
- Amtsrecht und Beamtenrecht. Eine Untersuchung über normative Strukturen des staatlichen Innenbereichs. Duncker & Humblot, Berlin 2019 (zugleich Habilitation, Universität Bochum, 1976), ISBN 978-3-428-44024-5.
- gem. m. Jochem Schmitt: Übungen im Sozialrecht. De Gruyter, Berlin 2019, ISBN 978-3-11-011099-9.
- gem. m. Markus Kaltenborn: Verfassungsrechtliche Fragen der "Friedensgrenze" zwischen privater und gesetzlicher Krankenversicherung. Duncker & Humblot, Berlin 2019, ISBN 978-3-428-50510-4.
- gem. m. Egon Schneider: Logik für Juristen: die Grundlagen der Denklehre und der Rechtsanwendung. Verlag Franz Vahlen, München 2016 (7. Auflage), ISBN 978-3-8006-4295-3.
- Stilfibel für Juristen. Lit Verlag, Münster 2004, ISBN 978-3-8258-7271-7.

### Herausgeberwerke
- gem. m. Peter Wigge: Handbuch des Vertragsarztrechts: Das gesamte Kassenarztrecht. Beck Verlag, München 2006 (2. Aufl.), ISBN 978-3-406-52998-6.
- gem. m. Christian Armborst: Handbuch des sozialrechtlichen Schiedsverfahrens. Systematische Gesamtdarstellung der unterschiedlichen Rechtsbereiche mit Beispielen und Mustern. Erich Schmidt Verlag, Berlin 2004. ISBN 978-3-503-07816-5.
- Rechtsfragen der gemeinschaftlichen Berufsausübung von Vertragsärzten. Lang Verlag, Frankfurt am Main 2002, ISBN 978-3-631-39516-5.